# Бэррон, Питер-Джеймс
Питер-Джеймс Бэррон (англ. Peter-James Barron; род. 31 декабря 1989, Абердин) — ирландский и британский лыжник, участник Олимпийских игр в Ванкувере.
До сезона 2008/09 Бэррон выступал за Великобританию, затем стал выступать под ирландским флагом. В Кубке мира Бэррон никогда не выступал, имеет на своем счету ряд стартов в рамках Североамериканского Кубка, Скандинавского Кубка и Альпийского Кубка, лучший его результат в этих гонках 43-е место в гонке преследования на 15 км в рамках Североамериканского Кубка.
На зимней Олимпиаде 2010 года в Ванкувере занял 91-е место в гонке на 15 км свободным стилем.
За свою карьеру принимал участие в двух чемпионатах мира, лучший результат — 104-е место в гонке на 15 км классическим стилем на чемпионате мира 2011 года.